# Basilica del Santo Sangue
La basilica del Santo Sangue, in fiammingo Heilig-Bloedbasiliek, è una basilica minore situata nella piazza del Burg a Bruges, in Belgio.
Costruita originariamente nel XII secolo come la cappella della residenza dei conti di Fiandra, la chiesa ospita una reliquia del Preziosissimo Sangue che si dice sia stata presa da Giuseppe di Arimatea e portata dalla Terra santa da Teodorico di Alsazia, conte di Fiandra.

## Storia e descrizione

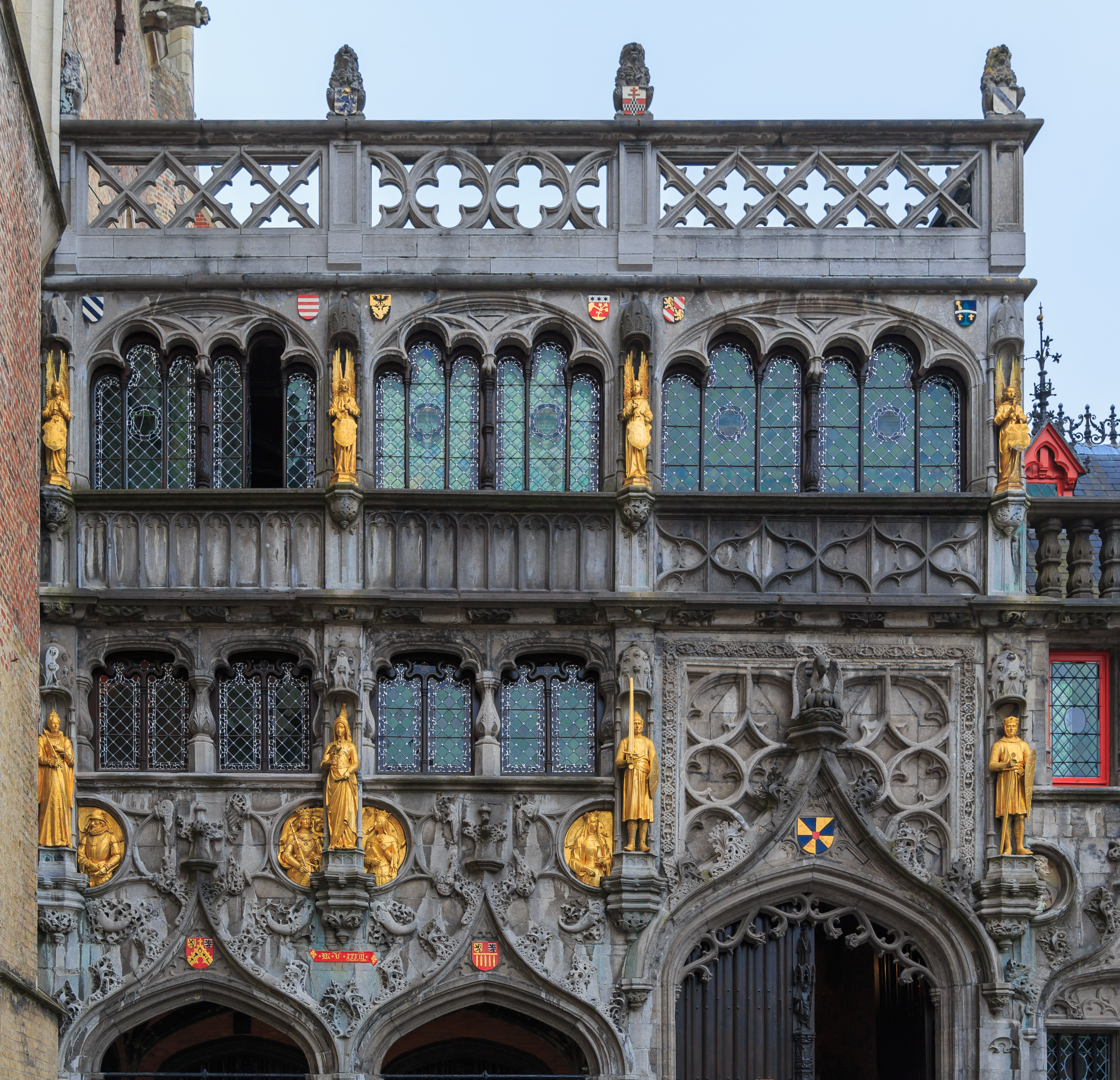
La facciata gotico-rinascimentale.

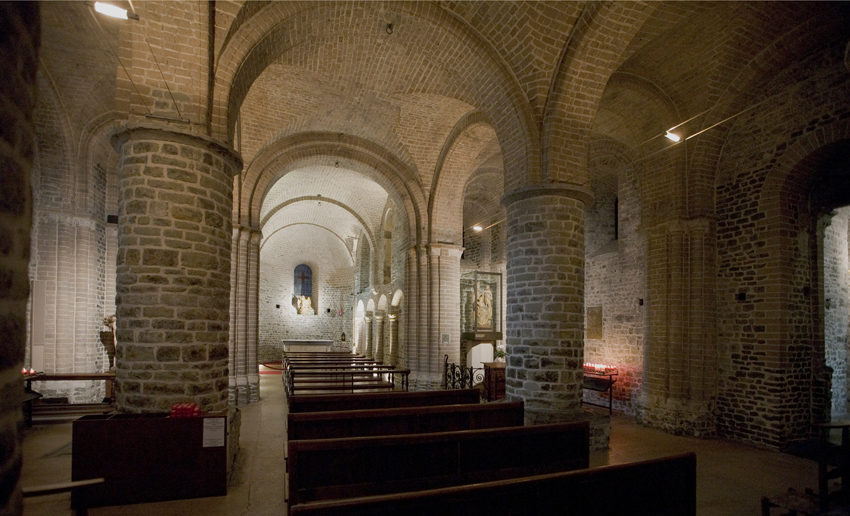
La Cappella Inferiore, romanica.

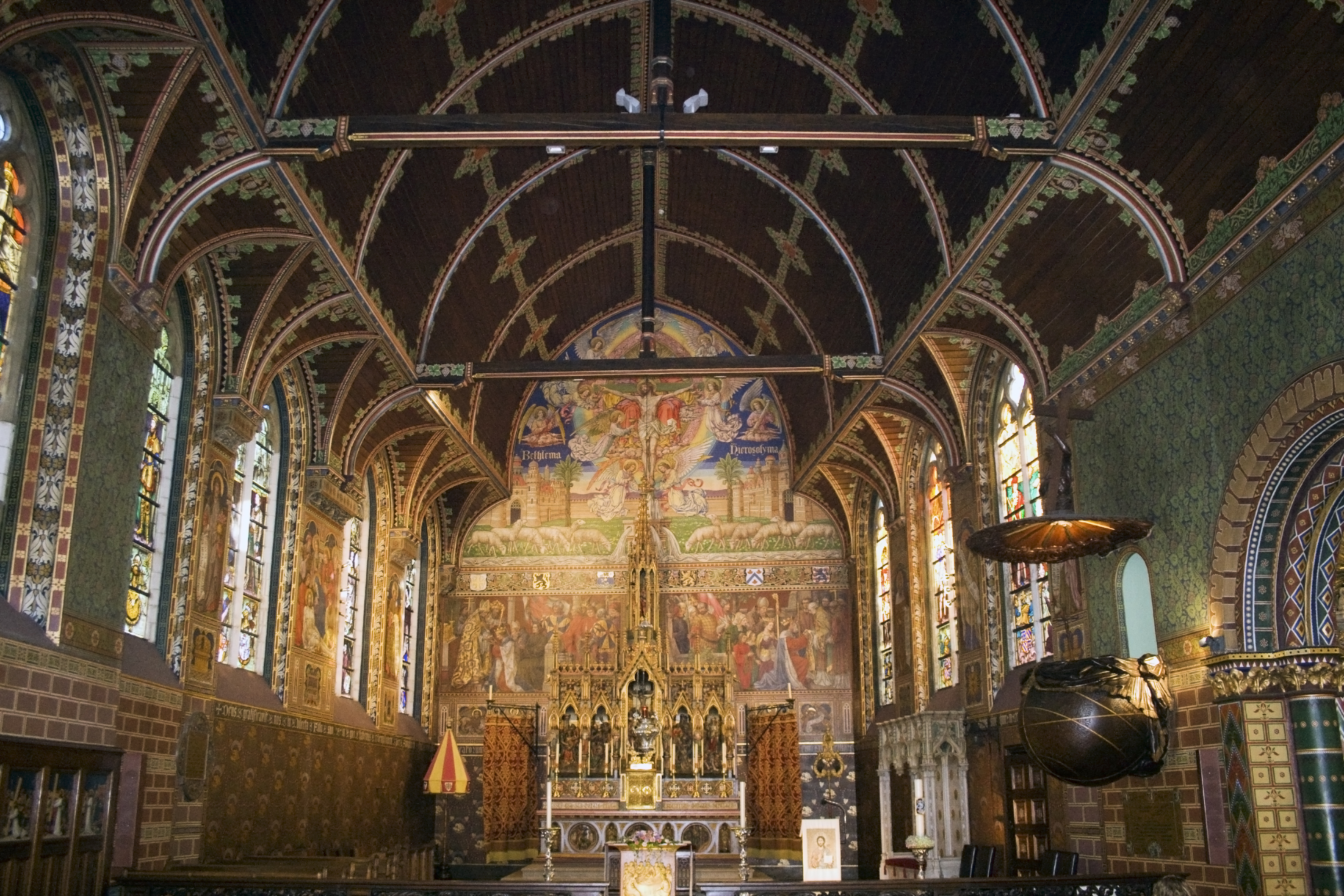
La Cappella Superiore, gotica.

Nel 1134 il conte di Fiandra Teodorico di Alsazia decise di costruire in questo luogo una cappella dedicata a San Basilio per la sua residenza, allora al Ghyselhuus, o Oud Steen, poi divenuta l'odierno Municipio di Bruges. La cappella di stile romanico venne terminata nel 1143. Nel 1147 il conte di Fiandra partì per la Seconda crociata e in Terra Santa venne in possesso di questa reliquia, che venne trasportata a Bruges verso il 1150 e conservata in questa cappella, che venne dunque intitolata al Preziosissimo Sangue.
La reliquia attirò sempre più pellegrini e si decise di costruire una cappella più grande in stile gotico, al di sopra di quella romanica, per accoglierla. I lavori iniziarono verso il 1480 determinarono con la realizzazione della facciata gotico-rinascimentale, eseguita fra il 1529 e il 1534 su progetto di J. Aerts e B. van Kerckhoven; una delle prime creazioni di influenza rinascimentale nelle Fiandre. Venne collegata con la cappella inferiore da una scala gotica a chiocciola nel 1530.
Restaurata più volte durante il XIX secolo in stile neogotico, fu elevata a basilica minore nel 1923.

## Opere d'arte
- Tabernacolo del Santo Sangue, opera in oro, argento e pietre preziose di Jan Crabbe, 1617.
- Trittico con Donatori di Pieter Pourbus, 1556.
- Trittico della Deposizione del Maestro del Santo Sangue, 1519.
- Crocifisso di Frans Francken II.
- Le vetrate sono copie ottocentesche degli originali, oggi conservati al Victoria and Albert Museum di Londra.
- L'altare maggiore della cappella di San Basilio è stato disegnato da Jean-Baptiste Bethune e scolpito da Michel Abelloos[4].

## Galleria d'immagini

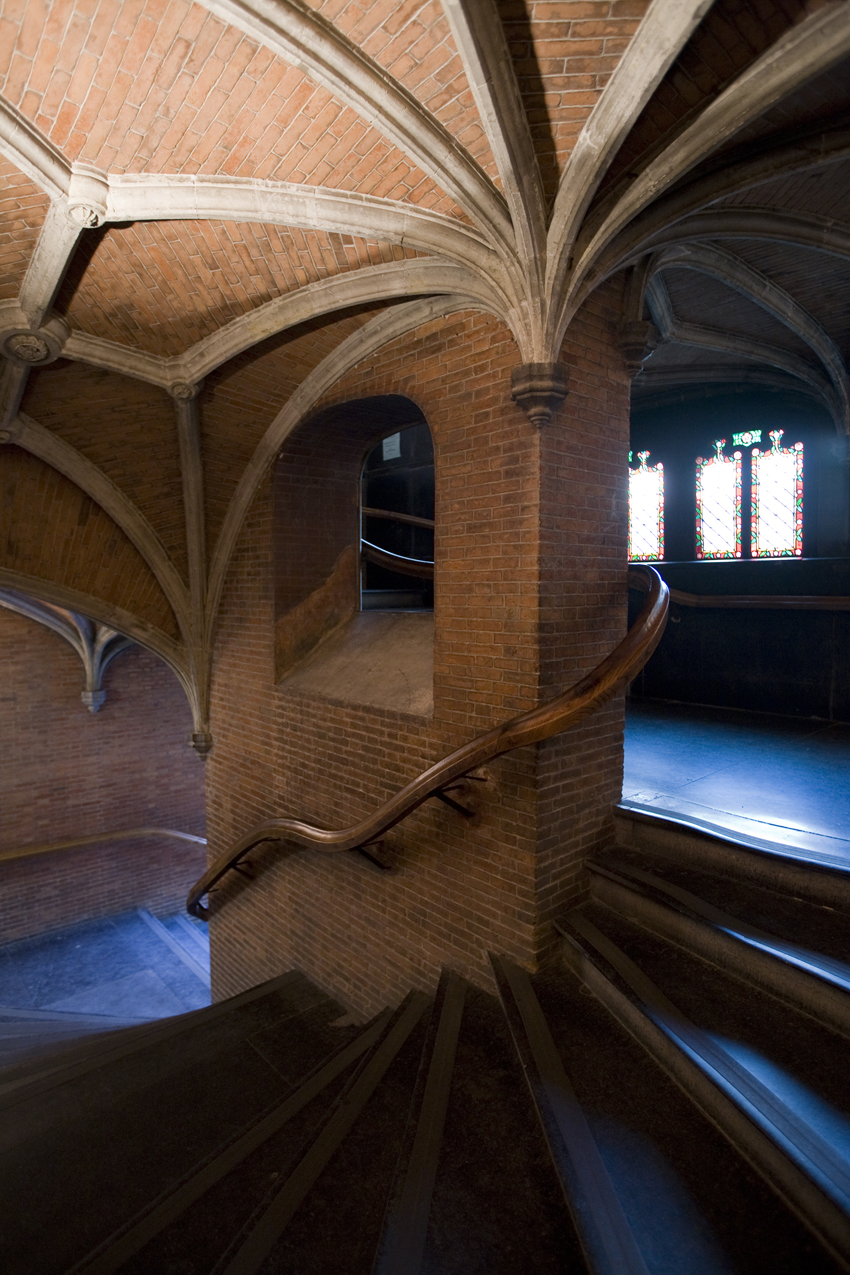
La scala gotica.
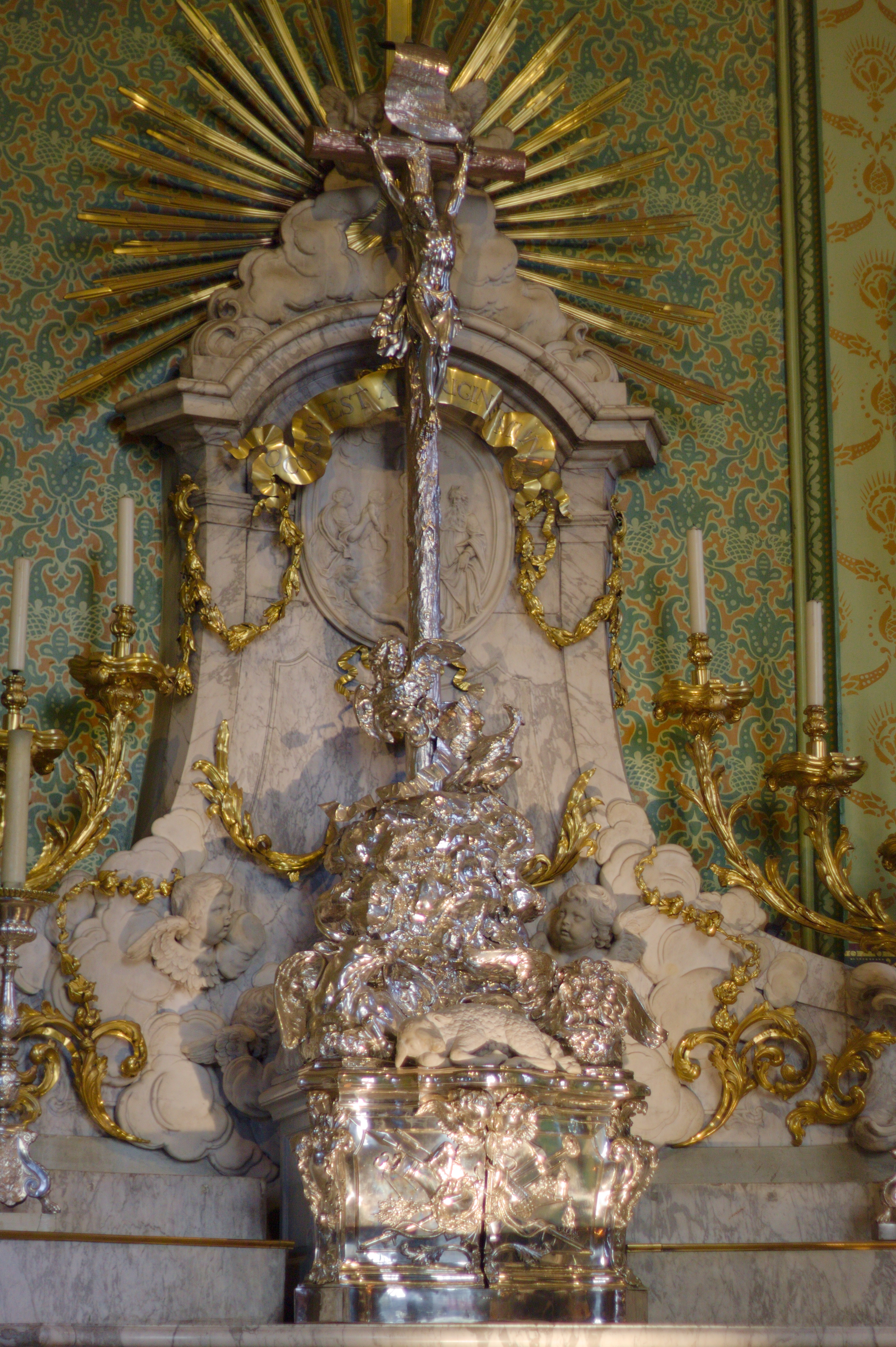
Il tabernacolo.
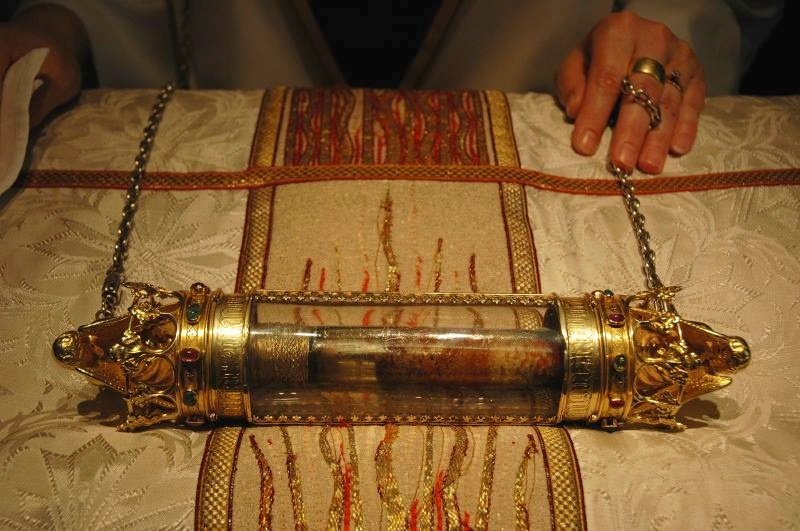
La reliquia del Santo Sangue.
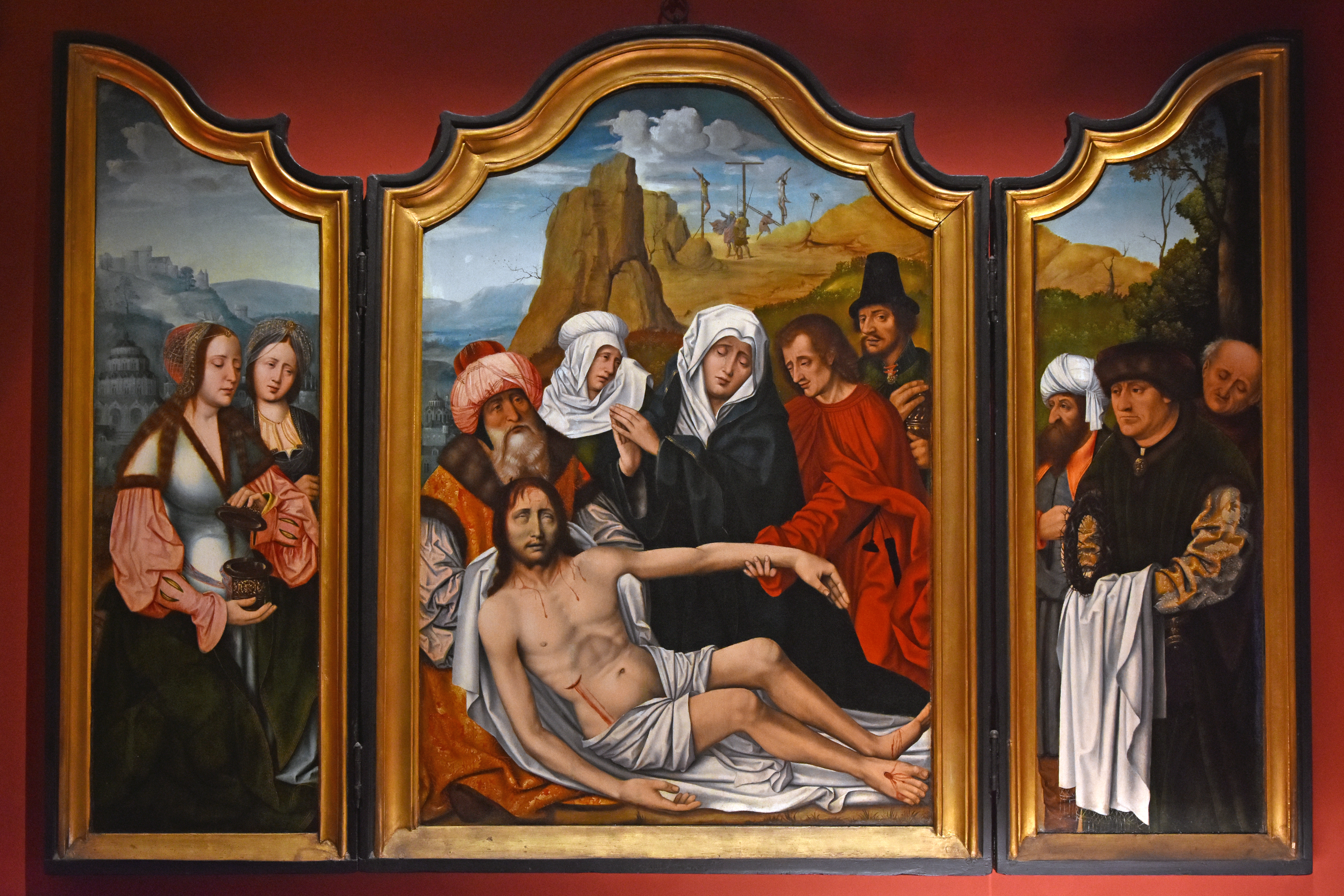
Il Trittico della Deposizione.